# Romina Eduardowna Gabdullina
Romina Eduardowna Gabdullina (russisch Ромина Эдуардовна Габдуллина; * 17. März 1993 in Moskau) ist eine russische Badmintonspielerin.

## Karriere
Romina Gabdullina gewann 2008 zwei Titel bei den nationalen Juniorenmeisterschaften. Im Folgejahr siegte sie im Damendoppel gemeinsam mit Anastasia Chervyakova bei den Junioreneuropameisterschaften und bei den Cyprus International. 2011 belegte sie Platz fünf bei den Juniorenweltmeisterschaften. Bei der russischen Badmintonmeisterschaft 2012 gewann sie Bronze.